# Křížová cesta (Duchcov)
Zaniklá Křížová cesta v Duchcově na Teplicku vedla z Mosteckého předměstí městem do zámecké zahrady ke Kalvárii.

## Historie
Křížová cesta (via crucis, Kreuzweg) měla čtrnáct zastavení a končila Kalvárií s dřevěným křížem a kamennými plastikami Panny Marie a svatého Jana Evangelisty.
První zastavení se nacházelo na Mosteckém předměstí, nedaleko bývalé Mostecké brány (ulice G. Casanovy). Začátek cesty byl upravován a pravděpodobně posunut roku 1817 při stavbě nové císařské silnice procházející Duchcovem přes Mostecké předměstí dále na Liptice a Most. Dál cesta vedla Špitální ulicí podél ohradní zdi zámecké zahrady přes mostek nad Klášterním potokem protékajícím zámeckou zahradou. Zde podél budovy zámeckého špitálu a její bylinné zahrady, která sloužila pro potřeby místní lékárny. Křížová cesta se pak stáčela a procházela přímo za budovou hospitálu a směřovala k ohradní zdi zámecké zahrady, kde stávalo poslední zastavení – Kalvárie. Jednotlivá zastavení křížové cesty byla tvořena drobnými, z kamene zděnými kaplemi. Ty byly patrně opatřeny výklenky, ve kterých se nacházela vyobrazení zastavení křížové cesty, případně kolorované reliéfy.
Dle soupisu soch obvodu duchcovského děkanství byla křížová cesta zřízena za hraběte Emanuela z Valdštejna. Dochovaly se pouze plastiky z Kalvárie, které jsou umístěny v pavilonu pro Reinerovu fresku a jsou řazeny mezi barokní produkci Brokofova okruhu.
Roku 1825 se nacházela křížová cesta ve velmi špatném stavu, dřevěný kříž byl již shnilý a jednotlivá zastavení poškozena navzdory údržbě. Děkan se zasadil s přispěním věřících o celkovou obnovu křížové cesty. Veškerý potřebný materiál, kámen a dubové dřevo na opravu poskytl držitel panství hrabě Antonín z Valdštejna. Zastavení vymaloval zkušený židovský malíř z Duchcova David Wolf.
Roku 1825 pak stěží rozpoznatelná vyobrazení nově provedl osecký malíř Joseph Kaetsch. O obnovu kamenných plastik Kalvárie se postaral duchcovský sochař (statuarius) Wenceslaus Kühnl, který obě sochy ošetřil olejovým nátěrem. Po vztyčení nového kříže na Kalvárii a ukončení prací křížovou cestou prošlo 21. listopadu 1825 slavnostní procesí a vysvětilo všechna zastavení. Poté byla sloužena mše svatá ve špitální kapli.
Další rozsáhlou opravu zastavení křížové cesty a sousoší Kalvárie, kterou financoval pražský kanovník František Dittrich, uvádí pamětní kniha hospitálu roku 1852. Malířské práce odvedl teplický malíř Langs, ošetření soch a obnovu jednotlivých zastavení provedl Ignác Tobisch z Duchcova. Vysvěcení zastavení provedl za velkého procesí vypraveného z děkanského chrámu Zvěstování Panny Marie kanovník Dittrich za účasti místních kněží.
Roku 1927 byly odstraněny trosky křížové cesty ze Špitální ulice a ze silnice vedoucí ke sklárně Rindskopf (za zámeckou zahradou, při cestě na Osek). Vedle špatného stavu křížové cesty byly bezprostředním důvodem stavební úpravy této cesty. Patrně však tehdy byla nejméně jedna z kaplí křížové cesty zachována, objevuje se totiž na mladších fotografiích zámeckého hospitálu.